# 진고개로
진고개로(Jingogae-ro)는 강원특별자치도 평창군 진부면 월정삼거리와 강릉시 연곡면 연곡 교차로를 잇는 강원특별자치도의 도로이다. 진고개를 넘어가기 때문에 이 고개의 명칭을 따서 진고개로가 되었다.

## 역사
- 2009년 8월 7일 : 2개 이상 시·군에 걸쳐 있는 도로로 진고개로를 고시[1]

## 주요 경유지
강원특별자치도
- 평창군 (진부면 - 대관령면) - 강릉시 연곡면

## 노선
| 이름              | 접속 노선                                            | 소재지 | 소재지                            | 비고                            |
| ----------------- | ---------------------------------------------------- | ------ | --------------------------------- | ------------------------------- |
| 월정삼거리        | 국도 제6호선 국도 제59호선 지방도 제456호선 (경강로) | 평창군 | 진부면                            | 국도 제6, 59호선 구간           |
| 간평교            |                                                      | 평창군 | 진부면                            | 국도 제6, 59호선 구간           |
| 병안삼거리        | 오대산로                                             | 평창군 | 진부면                            | 국도 제6, 59호선 구간           |
| (생태이동통로)    |                                                      | 평창군 | 대관령면                          | 국도 제6, 59호선 구간           |
| 진고개            |                                                      | 평창군 | 대관령면                          | 국도 제6, 59호선 구간 해발 960m |
| 진고개            | 강릉시                                               | 연곡면 |                                   | 국도 제6, 59호선 구간 해발 960m |
| 구지교            | 강릉시                                               | 연곡면 |                                   | 국도 제6, 59호선 구간           |
| 부연동삼거리      | 강릉시                                               | 연곡면 | 국도 제59호선 (부연동길)          | 국도 제6, 59호선 구간           |
| 소금강입구        | 강릉시                                               | 연곡면 | 소금강길                          | 국도 제6호선 구간               |
| 퇴곡1 교차로      | 강릉시                                               | 연곡면 | 퇴곡1길                           | 국도 제6호선 구간               |
| 버들 교차로       | 강릉시                                               | 연곡면 | 유등버들길                        | 국도 제6호선 구간               |
| 행정 교차로       | 강릉시                                               | 연곡면 | 장덕고개길                        | 국도 제6호선 구간               |
| 행신 교차로       | 강릉시                                               | 연곡면 | 지방도 제415호선 (신왕길)         | 국도 제6호선 구간               |
| 송림 교차로       | 강릉시                                               | 연곡면 | 국도 제6호선 (두능 ~ 연곡간 도로) | 국도 제6호선 구간               |
| (연곡면사무소 앞) | 강릉시                                               | 연곡면 | 연주로                            |                                 |
| 연곡 교차로       | 강릉시                                               | 연곡면 | 국도 제7호선 (동해대로)           |                                 |

## 주요 건물 및 시설
- 켄싱턴플로라호텔 (강원특별자치도 평창군 진부면 진고개로 231)
- 호렙오대산 청소년수련원 (강원특별자치도 평창군 진부면 진고개로 351-16)
- 진고개정상휴게소 (강원특별자치도 평창군 대관령면 진고개로 1260-6)
- 삼산테마파크 (구 연곡초등학교 삼산분교, (강원특별자치도 강릉시 연곡면 진고개로 1321)
- 신왕초등학교 (강원특별자치도 강릉시 연곡면 진고개로 2265-11)
- 연곡초등학교 (강원특별자치도 강릉시 연곡면 진고개로 2656)